# 长尾叶猴
長尾葉猴（學名：Semnopithecus entellus），又名長尾猴、白猴、白臉猴、雪猴，屬於猴科長尾葉猴屬，是葉猴中體型最大的一種，體長約70cm，體重約20kg。以幾乎與身長相當甚或更長的尾部得名。主要分布於西藏聶拉木、樟木、吉隆、朋曲河谷、西絨轄河谷、亞東、墨脫、馬藏布河谷、波曲河谷、吉隆河谷、門隅、洛渝等地。

## 習性
主要棲息於海拔2000－3000米的中、高山地帶的松林或杉林裡，地棲性強，每天80％的時間都是在地面上活動，由於冬天的積雪很厚，因此亦有人稱之為雪猴。平時喜歡結成十餘只的小群或者接近100隻的大群在一起活動，每天要花上5個小時來互相理毛。叫聲低沉，經常發出「嗚波」的聲音，既是成員之間聯絡的信號，又對相鄰的其他種群起到佔有領地的警告作用。
長尾葉猴常在河谷兩旁林間石崖上出沒，也有時與熊猴一同行動，但長尾葉猴較為喜歡空曠地方。每個猴群各佔一個活動範圍，約三十－六十平方公里，之間少有鬥爭，各群的活動範圍多有重疊，甚至在同一樹上兩群相遇，也不爭鬥。長尾葉猴群有的是清一色的雄猴群，有的為雌雄兩性合群。如果單身雄猴闖進兩性群，兩性群的頭猴會立即出擊，驅趕這個闖入者，在雌雄兩性群里，擔任頭猴的雄猴經常調換。

## 飲食
覓食大多於早晨與黃昏時進行，中午作較長時間歇息，下午再進行活動，傍晚回到樹上睡覺。主要吃各種樹葉枝芽，亦偶而取食花朵、果實。有的地方的長尾葉猴旱季可以好幾個月不飲水，除了從植物中攝取水分外，還會飲用自己的尿以解乾渴。